# Galbi
Galbi (kor. 갈비 galbi, deutsch ‚Rippen, Rippchen‘) – auch Galbi-gui (갈비구이 galbigui, deutsch ‚gegrillte Rippen‘) genannt – ist ein Fleischgericht der koreanischen Küche. Es handelt sich um zuvor marinierte und dann gegrillte Rippchen. Innerhalb und außerhalb Koreas ist es auch als „Koreanisches Barbecue“ bekannt.

## Zubereitung und Zutaten
Galbi wird normalerweise mit Rinderrippen gemacht. Diese werden in eine Marinade eingelegt und über Nacht ziehen gelassen. Die genaue Zusammensetzung dieser Marinade ist je nach Region verschieden. Das beste Galbi kommt nach herrschender Meinung aus Suwon.
Die Rippchen werden in kleine Stückchen geschnitten und dann auf einem Grill in der Mitte des Tisches gegrillt. Traditionell wird dazu ein Holzkohlegrill verwendet. In letzter Zeit kommen jedoch vermehrt Gasgrills zum Einsatz. Galbi wird teilweise auch mit Schweinerippchen zubereitet. Dies wird dann mit „Dwaeji galbi“ bezeichnet (dwaeji, 돼지 = Schwein). Um speziell auf die Zubereitung mit Rindfleisch hinzuweisen, wird daher auch der Begriff Sogalbi (so, 소 = Rind) verwendet.